# Escuela de Medicina de la Universidad de Santa Mariana

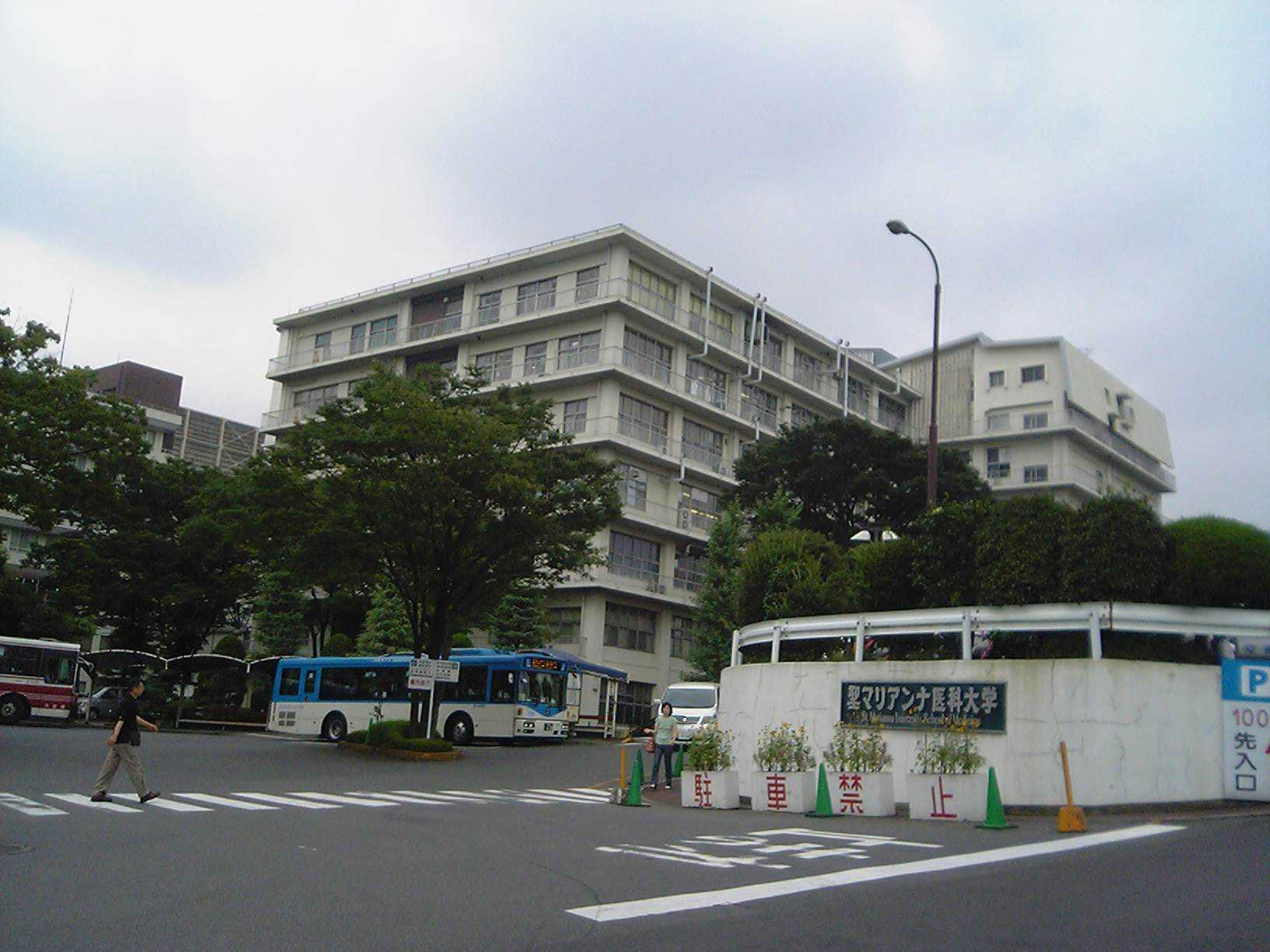
Escuela de Medicina de la Universidad de Santa Mariana.

St. Marianna University School of Medicine (SMU)  (聖マリアンナ医科大学 Sei-marianna ika daigaku?) (聖マリアンナ医科大学 Sei-marianna ika daigaku?) es una universidad privada en Miyamae-ku, Kawasaki, en la Prefectura de Kanagawa en Japón. Fundada en 1971, es una escuela de medicina afiliada a la Iglesia católica. Además de los estudios de medicina, la escuela ofrece un grado en la comparativa de ciencias de la religión. La Universidad de Santa Mariana es la primera escuela de medicina de Asia en obtener aprobación como centro médico de la asociación mundial de fútbol, FIFA, y también es el proveedor de servicios médicos para el equipo nacional de fútbol de Japón. Es uno de los tres centros de Kawasaki que tratan pacientes con Behçet.

## Descripción
La universidad cuenta con un hospital fundado en el año 1974 para entrenar a sus estudiantes en tratamientos médicos, educación e investigación. El edificio principal del hospital cuenta con 28 secciones para tratamiento, con una capacidad de camas para unos 700 pacientes para tratamiento hospitalario en las diversas instalaciones médicas dentro del hospital general. Los servicios médicos de alto nivel prestados en el hospital de la SMU van de la mano con la educación médica impartida en la Escuela de Medicina de la Universidad de Santa Mariana. La escuela de Medicina tiene acuerdos de cooperación con la Universidad de Sofía, otra universidad católica de Japón.

## FIFA
La universidad ofrece servicios médicos a la FIFA, sobre todo tratamiento quirúrgico ortopédico, rehabilitación física y evaluación cardiovascular de jugadores y árbitros, con una cooperación completa en todos los departamentos de ciencia clínica y básica. Además del trabajo clínico, SMU-FMCE imparte entrenamiento en medicina deportiva a estudiantes de medicina y residentes. El Instituto de Investigación Básica de la universidad está involucrado en investigación sobre el cartílago y la reparación muscular. En 2008, el Yokohama City Sports Medical Center se convirtió en una clínica afiliada de SMU-FMCE.

## Instalaciones relacionadas
- Escuela Universitaria Santa Mariana del Hospital de Medicina de la ciudad de Yokohama
  - Ofrece servicios médicos terciarios a la ciudad de Yokohama, así como urgencias. También es uno de los centros perinatales de la prefectura de Kanagawa.
- Escuela de Santa Mariana, Hospital Universitario de Medicina de Toyoko en la ciudad de Kawasaki.
- Centro médico reconstruido como parte del 35 aniversario del establecimiento de la Escuela de Medicina Santa Mariana. Fue renovado el 16 de junio de 2008. A diferencia del anterior Hospital General, es un centro de enfermedades digestivas y centro cardiovascular, enfermedades cerebrovasculares, etc.
- Hospital Municipal de Kawasaki Tama.
- Escuela Universitaria de Medicina Santa Mariana en la punta de Brest y Centro de Imagen Médica Clínica Universitaria en la ciudad de Kawasaki, es un centro especializado en cáncer de mama y diagnóstico por imagen. Inaugurado en marzo de 2009.